# 483 př. n. l.

## Hlava státu
- Perská říše – Xerxés I. (486 – 465 př. n. l.)
- Egypt – Xerxés I. (486 – 465 př. n. l.)
- Sparta – Leónidás I. (490 – 480 př. n. l.) a Leótychidás II. (491 – 469 př. n. l.)
- Athény – Leostratus (484 – 483 př. n. l.) » Nicodemus (483 – 482 př. n. l.)
- Makedonie – Alexandr I. (498 – 454 př. n. l.)
- Římská republika – konzulé M. Fabius Vibulanus a L. Valerius Potitus (483 př. n. l.)
- Syrakusy – Gelo (491 – 478 př. n. l.)
- Kartágo – Hamilcar I. (510 – 480 př. n. l.)